# In Limbo
In Limbo è la settima traccia dell'album Kid A della band inglese Radiohead.

## Canzone
La parola "limbo" è una parola religiosa che significa "tra il cielo e l'inferno". Il cantante Thom Yorke ha detto che la canzone parla di "quando te ne vai e ritorni". Anche se in molti hanno ribadito che il brano si trattasse di una persona egocentrica, cieca per il suo ego, che non vede chiaramente. La musica è opera principalmente di Jonny Greenwood
Oltretutto la canzone possiede un testo abbastanza minimalista, per come si considera post-rock, e una melodia tranquilla in un riff di basso.

## Formazione
- Thom Yorke - Voce
- Jonny Greenwood - Chitarra
- Ed O'Brien - Piano elettrico
- Phil Selway - Batteria, percussioni
- Colin Greenwood - Basso elettrico